# 柏美尼·舒華格拿
柏美尼·舒華格拿（英語：Pirmin Schwegler，1987年3月9日—），是一名瑞士足球运动员，司职中場，目前效力德甲球队賀芬咸。

## 生涯
舒華格拿在盧森開始了他職業生涯。2005年夏天，他加盟年輕人。僅僅一年後，他出國效力德國球隊利華古遜。2009年7月18日他離開效力了三年的利華古遜，舒華格拿加盟法蘭克福。與球隊簽約至2012年6月。

## 個人
他是正效力薩爾茨堡的基斯坦的弟弟。

## 連結
- Career stats at Fussballdaten.de （页面存档备份，存于） （德文）